# ثيودور فان كيرك
ثيودور فـان كيرك (بالإنجليزية: Theodore Van Kirk)‏ هو عسكري وملاح أمريكي، ولد في 27 فبراير 1921 في نورثومبرلاند في الولايات المتحدة، وتوفي في 28 يوليو 2014 في ستون ماونتن في الولايات المتحدة.

## وصلات خارجية
- ثيودور فـان كيرك على موقع IMDb (الإنجليزية)